# Adam DiMarco
Adam DiMarco (Vancouver, 14 de abril de 1990) es un actor y músico canadiense.

## Vida y carrera
En la película Radio Rebel, Adam DiMarco interpreta a Gavin, un súper fanático de Radio Rebel, y cuya banda de rock recientemente se ha vuelto popular.
Entre los créditos de Adam DiMarco destacan sus papeles en R.L. Stine's The Haunting Hour y en el telefilm de Hallmark Kiss at Pine Lake. También, apareció en el largometraje Gay Dude, estrenada en 2012. Actualmente, DiMarco se encuentra en pleno rodaje de la serie de la cadena canadiense CBC, Arctic Air.
Graduado de Vancouver Film School, Adam DiMarco disfruta de escribir y participar en el célebre club de comedia Vancouver Theatre Sports League.
Adam DiMarco divide su tiempo entre Vancouver y Yellowknife, Canadá.

## Filmografía
| Películas | Películas                   | Películas          | Películas                     |
| Año       | Película                    | Personaje          | Notas                         |
| --------- | --------------------------- | ------------------ | ----------------------------- |
| 2010      | Fourth Date                 | Modelo adolescente | Corto                         |
| 2011      | Lotus Eaters                | Alalos             | Corto                         |
| 2011      | Do Something with Your Life | Chet Browne        |                               |
| 2012      | Radio Rebel                 | Gavin              | Disney Channel Original Movie |
| 2012      | Kiss at Pine Lake           | Joven Tommy        | Película de televisión        |
| 2012      | Killer Among Us             | Cody               | Película de televisión        |
| 2013      | Kill for Me                 | Mark               | Corto                         |
| 2013      | After All These Years       | Alex               | Película de televisión        |
| 2013      | Leap 4 Your Life            | Jake               |                               |
| 2013      | Words and Pictures          | Swint              |                               |
| 2014      | Date and Switch             | Jared              |                               |
| 2014      | Zapped                      | Adam Thompson      | Disney Channel Original Movie |
| 2014      | What an Idiot               | Jesse              |                               |
| 2014      | Girl House                  | Ben Stanley        |                               |
| 2014      | My Life as a Dead Girl      | Zach               | Película de televisión        |
| 2016      | Mommy's Secret              |                    |                               |

| Televisión | Televisión                            | Televisión      | Televisión                                                                           |
| Año        | Serie                                 | Personaje       | Notas                                                                                |
| ---------- | ------------------------------------- | --------------- | ------------------------------------------------------------------------------------ |
| 2011–2012  | R.L. Stine's The Haunting Hour        | David/Mike      | Episodio: "The Perfect Brother" como Mike Episodio: "My Imaginary Friend" como David |
| 2012–2013  | Arctic Air                            | Kirby Nystoruk  | 14 episodios                                                                         |
| 2013       | Supernatural                          | Aidan           | Episodio: "Freaks and Geeks"                                                         |
| 2014       | Signed, Sealed, Delivered             | Billy James     | Episodio: "Something Good"                                                           |
| 2016–2020  | The Magicians                         | Todd            | 14 episodios                                                                         |
| 2019       | Charmed (serie de televisión de 2018) | Zach            | Episodio: “Manic Pixie Nightmare”                                                    |
| 2019-2020  | The Order                             | Randall Carpio  | Elenco principal                                                                     |
| 2019       | The Chilling Adventures of Sabrina    | Dario           | Episodio: "Chapter Nineteen: The Mandrake"                                           |
| 2022       | The White Lotus                       | Albie Di Grasso | Personaje principal: temporada 2                                                     |
| 2025       | Overcompensating                      | Peter           | Personaje principal                                                                  |